# 硬毛白珠
硬毛白珠（学名：Gaultheria leucocarpa var. hirsuta）为杜鹃花科白珠树属白果白珠的变种。分布在中国大陆的云南、广西、广东等地，生长于海拔1,000米至2,800米的地区，多生于灌丛中以及干燥山坡上，目前尚未由人工引种栽培。

## 别名
硬毛滇白珠（植物分类学报） 金钗（广西）